# Giulio Fioravanti
Giulio Fioravanti   (Ascoli Piceno, 17 d'octubre de 1923 - Milà, 3 de maig de 1999) fou un baríton italià, particularment vinculat al repertori d'òpera italià.

## Biografia
Va estudiar dret i va treballar un any com a advocat a la seva ciutat natal abans de dedicar-se als estudis de música a l'"Accademia di Santa Cecilia" de Roma, amb el famós baríton Riccardo Stracciari. Va debutar als escenaris de Torí, amb la disfressa de Germont a La traviata, el 1951. Va cantar a tot Itàlia i el 1957 va debutar tant a San Carlo de Nàpols com a la Scala de Milà.
Es va establir en el repertori tradicional italià, cantant totes les grans parts del baríton des del belcanto al realisme. També va participar en diverses creacions d'obres contemporànies com a Rappresentazione e festa de Gian Francesco Malipiero, Alamistakeo de Julius Viozzi, Vivì de Franco Mannino, Suocera rapita Lydia Ivanova i La regina delle nevi de Joseph Zanaboni. Des del 1991 es va dedicar a la docència, activitat que va desenvolupar amb passió fins a la seva mort el 1999.
Fioravanti no va gravar prolíficament. Es pot escoltar a Manon Lescaut, al costat de Maria Callas, a La Fille du régiment de Gaetano Donizetti, al costat d'Anna Moffo i a Adriana Lecouvreur, al costat de Renata Tebaldi. Va aparèixer com a Scarpia en una producció televisiva de Tosca, al costat de Magda Olivero, i en el paper d'Enrico en una versió cinematogràfica de Lucia di Lammermoor, al costat d'Anna Moffo, ambdues obres publicades en DVD. També hi ha nombroses gravacions de so en directe, incloent-hi Edipo re de Ruggero Leoncavallo, gravat el 1972.